# باشگاه فوتبال ویدزف ووچ
باشگاه فوتبال ویدزف ووچ (لهستانی: Widzew Łódź) یک باشگاه فوتبال در شهر ووچ، لهستان است.
این باشگاه که در سال ۱۹۱۰ تأسیس شده سابقه ۴ قهرمانی در لیگ فوتبال لهستان و یک قهرمانی در جام حذفی فوتبال لهستان را در کارنامه دارد.